# Thalictroideae
Thalictroideae, biljna potporodica, dio porodice žabnjakovki. Sastoji se od deset rodova od kojih su značajniji kozlačica, pakujac, semijakvilegija i pužarka. 
Isopyroideae Schrödinger, sinonim je za ovu potporodicu.

## Rodovi
1. Thalictrum Tourn. ex L., kozlačica, metiljka
2. Leptopyrum Rchb.
3. Paraquilegia J.R.Drumm. & Hutch.
4. Aquilegia L., pakujac
5. Urophysa Ulbr.
6. Semiaquilegia Makino, semijakvilegija
7. Dichocarpum W.T.Wang & P.K.Hsiao
8. Isopyrum L., pužarka
9. Enemion Raf.